# Азмайпарашвілі Зураб Олексійович
Зура́б Олексі́йович Азмайпарашві́лі (груз. ზურაბ აზმაიფარაშვილი; 16 березня 1960, Тбілісі) — грузинський, раніше радянський, шахіст, гросмейстер (1988). Чемпіон Європи (2003). Заслужений тренер ФІДЕ (2004). Станом на 2011 рік був капітаном збірної Азербайджану з шахів.
Чемпіон СРСР серед юнаків (1978). Чемпіон світу серед молоді (1983 і 1985, у складі команди СРСР). Найкращі результати в міжнародних змаганнях: Схілде (1978; юнацький) — 1—2-е; Старий Смоковець (1983) — 4—6-те; Албена (1984 и 1986) — 1—2-ге і 1-ше місця.

## Спортивні досягнення
| Рік  | Місто     | Турнір               | + | − | =  | Результат | Місце |
| ---- | --------- | -------------------- | - | - | -- | --------- | ----- |
| 1983 | Москва    | 50-й чемпіонат СРСР  | 2 | 3 | 10 | 7 з 15    | 10—13 |
| 1986 | Київ      | 53-й чемпіонат СРСР  | 3 | 6 | 8  | 7 з 17    | 15    |
| 1992 | Маніла    | 30-та олімпіада      | 6 | 2 | 5  | 8½ из 13  |       |
| 1994 | Москва    | 31-ша олімпіада      | 6 | 2 | 4  | 8 из 12   |       |
| 1996 | Єреван    | 32-га олімпіада      | 4 | 2 | 6  | 7 из 12   |       |
| 1998 | Еліста    | 33-тя олімпіада      | 7 | 1 | 2  | 8 из 10   |       |
| 1999 | Лас-Вегас | Чемпіонат світу ФІДЕ |   |   |    | из        |       |
| 2000 | Стамбул   | 34-та олімпіада      | 3 | 1 | 6  | 6 из 10   |       |
|      | Шеньян    | Кубок світу 2000     |   |   |    | из        |       |
| 2002 | Блед      | 35-та олімпіада      | 4 | 1 | 6  | 7 из 11   |       |
| 2004 | Кальвія   | 36-та олімпіада      | 3 | 2 | 5  | 5½ из 10  |       |
|      |           |                      |   |   |    | із        |       |

## Зміни рейтингу
| На цьому місці має відображатися графік чи діаграма, однак з технічних причин його відображення наразі вимкнено. Будь ласка, не видаляйте код, який викликає це повідомлення. Розробники вже працюють для того, щоби відновити штатне функціонування цього графіка або діаграми. | |
| | На цьому місці має відображатися графік чи діаграма, однак з технічних причин його відображення наразі вимкнено. Будь ласка, не видаляйте код, який викликає це повідомлення. Розробники вже працюють для того, щоби відновити штатне функціонування цього графіка або діаграми. |